# Pedro Antonio Fernández de Castro

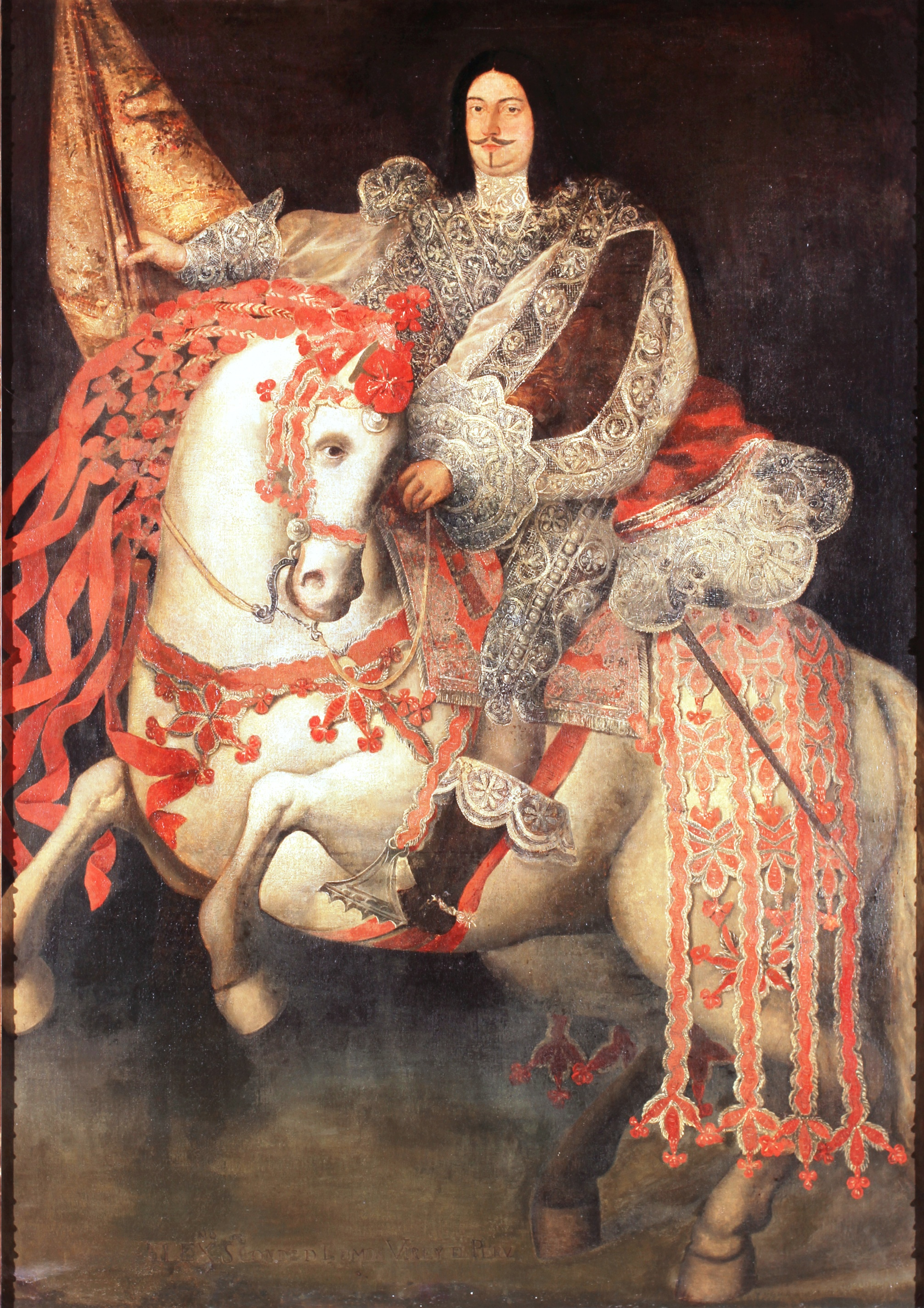
Pedro Antonio Fernández de Castro

Pedro Antonio Fernández de Castro Andrade y Portugal, décimo Conde de Lemos, Marquês de Sarria e Duque de Taurisano, (Madrid, Espanha, 1634 - Lima, Peru, 6 de dezembro de 1672), foi um Vice-rei do Peru (1667 - 1672).

## Chegada ao Peru
Fernández de Castro foi educado para o exército. Ele estava no tribunal quando o rei Carlos II de Espanha o nomeou vice-rei do Peru em 1666. O conde e a condessa de Lemos (um título relacionado com a cidade espanhola de Monforte de Lemos) chegaram ao Peru no porto de Callao, em 9 de novembro de 1667. Eles foram recebidos pelos espanhóis da colônia com muita pompa. O vice-rei tomou posse em 21 de novembro de 1667, em Lima.

## Expedição contra os rebeldes
Em 1665, os ricos proprietários de minas José e Gaspar Salcedo, irmãos da província de Paucarcolla (agora parte da região de Puno), se rebelaram contra o governo colonial. Os dois descobriram ricas minas de prata Laykakota em 1657, e desde então tornaram-se, provavelmente, os homens mais ricos da América Latina. Os irmãos Salcedo eram andaluzas com pais peruanos. Eram empregadores, mas eram vistos como mais favoráveis para os seus conterrâneos andaluzes, castelhanos, crioulos e peruanos nativos do que catalães, galegos e bascos, estes dois últimos grupos de trabalhadores formaram uma facção rival, que lutou contra o primeiro grupo, liderado pela família Salcedo. Embora a Real Audiência tentou subjugar José Salcedo, culpando-o pelos motins, as suas forças derrotaram as tropas reais, e uma trégua foi alcançada por Salcedo, que tornou-se efetivamente a autoridade indiscutível na cidade.
Quando Fernández de Castro, que era galiciano, chegou à colônia, esta rebelião atingiu tais proporções que ele sentiu que precisava resolver isso pessoalmente. Partiu para Paucarcolla em 7 de junho de 1668, e logo suprimiu a rebelião com mão de ferro. Estabeleceu um tribunal para julgar os rebeldes, condenou José Salcedo e mais 41 outras pessoas à morte. Estas sentenças foram realizadas. Gaspar Salcedo foi banido por seis anos e multado em 12.000 francos e outras despesas legais. O vice-rei também ordenou que a população de San Luis de Alva (cerca de 10. 000 pessoas que se fixaram em torno das minas), fosse transferida para a cidade vizinha de Puno, que foi feita a capital da província. Em seguida, queimou San Luis de Alva.
As sentenças foram objeto de recurso para a Espanha, onde foram anuladas. Gaspar Salcedo foi libertado e as multas foram reembolsadas. Um filho natural de José, também chamado José Salcedo, foi nomeado Marqués de Villarica pelo rei Filipe V de Espanha em 1703.
Após esta campanha o vice-rei visitou as províncias de Chucuito e Cusco. Ele retornou a Lima e mais uma vez assumiu o comando no dia 12 de novembro de 1668.
Durante sua longa ausência da capital, deixou sua esposa, Ana Francisca de Borja y Doria, a cargo do governo do Peru, como gobernadora. Era uma nomeação oficial. O decreto real pelo qual o vice-rei foi nomeado estabelecia que, na sua ausência, o governo seria confiado a sua esposa. Ela não era uma pessoa representativa, exerceu a autoridade real e administrou os negócios da colônia durante a ausência do marido, a tomada de decisões e de emissão de decretos. Sua autoridade foi reconhecida pela Real Audiência de Lima. Esta foi a primeira vez na América que uma mulher exerceu autoridade de vice-rei.

## Retorno à Lima
No início de 1670, chegou em Lima a notícia que o famoso corsário Henry Morgan tinha tomado Chagres, e capturado e saqueado a cidade do Panamá. O vice-rei  Fernández de Castro enviou uma expedição de 18 navios e cerca de 3.000 soldados, mas eles chegaram tarde demais no Panamá (Morgan já havia evacuado a cidade). Mais tarde, ainda em 1670, rumores de uma invasão estrangeira levaram o vice-rei a alertar todos os portos do Pacífico.

## Sua fé católica
Fernández de Castro era um católico devoto e um forte defensor dos jesuítas. Durante a construção da igreja de Los Desamparados, perto da ponte de Lima, ele próprio carregava diariamente materiais de construção como um trabalhador comum. Muitas vezes ele serviu como secretário ou sacristão durante a missa celebrada pelo Padre Castillo.
A igreja de Los Desamparados foi concluída e inaugurada em 30 de janeiro de 1672. A inauguração foi acompanhada por uma grande festa com a presença do vice-rei.
O conde e a condessa eram fortes defensores de Rosa de Lima, chegando a propor junto ao tribunal espanhol e do Vaticano a sua canonização. Em 12 de fevereiro de 1668, Rosa foi beatificada. A celebração oficial foi realizada em 15 de abril daquele ano, na Basílica de São Pedro, e a comunicação oficial chegou em Lima em 18 de janeiro de 1669. O conde e a condessa enviaram uma escultura de Santa Rosa para o Vaticano feita por Melchiorre Cafà. Por ocasião da sua beatificação, o seu caixão de madeira foi substituído por um de prata, custeado pela condessa. A pedido de Maria Ana de Áustria, em 11 de agosto de 1670 Rosa foi nomeada patrona das possessões espanholas nas Américas e nas Filipinas. Ela foi canonizada em 12 de abril de 1671 pelo Papa Clemente X. Rosa foi a primeira nativa americana a se tornar um santo católico.
O vice-rei Fernández de Castro morreu em Lima após uma breve doença, em 6 de dezembro de 1672, ainda no cargo.